# Norbert Bisky
Norbert Bisky (Lípsia, 10 de Outubro de 1970) é um pintor alemão residente em Berlim conhecido pela sua representação de adolescentes em frescos.
Ele estudou entre 1994 e 1999 na Universidade de Artes de Berlim (Universität der Künste Berlin) na classe de Georg Baselitz, na qual fez o seu mestrado. Também participou em 1994 e 1995 na Academia de Verão de Salzburgo na classe de Jim Dine.
As suas obras são influenciadas pelo realismo socialista, o qual era a arte oficial da RDA. Recentemente tem mudado para temas mais obscuros e dramáticos, como desastres, doenças e decapitações, mantendo contudo o seu estilo.
As figuras nas suas obras encontram-se em muitos dos casos flutuando ou caindo sem algum eixo gravitacional aparente. O tumulto que as envolve é marcado pela sinergia de indícios de ideologia cristã, história da arte, cultura gay, pornografia e visões apocalipticas. Bisky transmite nas suas telas uma impressão de instabilidade que reflectem as circunstâncias da sociedade actual.
A sua exposição Paraisópolis (2013) tem como base uma série de pinturas maioritariamente abstractas com ênfase na política cultural do Brasil, país pelo qual já desde criança se interessa e que para ele representa o completo oposto da Alemanha, razão pela qual ele voa regularmente para lá.  
Também em 2013 produz a cenografia para o bailado Masse, um projecto do Ballet Estatal de Berlim realizado no Clube de Tecno Berghain.  Bisky foi representado pela König Galerie de Berlim até 2023.
 Desde março de 2025, é representado pela galeria Esther Schipper.

## Exposições
2024
- „Ludology“, Galerie Templon, Nova Iorque, EUA[10]

2023
- „Im Freien“, Kunstverein Freunde Aktueller Kunst, Zwickau[11]
- „Swing State“, Navot Miller & Norbert Bisky, Weserhalle, Berlim[12]

2022
- „UTOPIANISTAS“, Galerie Templon, Paris, França
- „Taumel“, König Galerie, Berlim[13]
- „Kurpark“, Cokkie Snoei Gallery, Roterdão, Países Baixos[14]
- „Walküren-Basislager“, Ópera Estatal de Stuttgart, Estugarda, Alemanha[15]
- „Mirror Society“, SCAD Museum of Art, Savannah, EUA[16]

2021
- „DISINFOTAINMENT", G2 Kunsthalle, Lípsia, Alemanha[17]

2020
- „Unrest“, Fabienne Levy, Lausana, Suiça[18]
- „Metrocake“, KÖNIG TOKIO, Tóquio, Japão[19]
- „Berlin Sunday“, Le Confort Moderne, Poitiers, França[20]
- „Desmadre Berlin“, Galerie Templon, Paris, França[21]

2019
- „RANT”, Villa Schöningen, Potsdam, Alemanha[22] / „POMPA”, St. Matthäus-Kirche, Berlim[23]
- „Tainted Love/Club Edit”, Villa Arson, Nice, França[24]

2018
- „Fernwärme“, Museum Langmatt, Baden, Suiça[25]
- „Hope and Hazard: A Comedy of Eros”, curadoria de Eric Fischl, Hall Art Foundation, Reading, EUA[26]
- „Boezemvriend” (with Grit Hachmeister), Cokkie Snoei Gallery, Roterdão, Países Baixos[27]

2017
- „Trilemma“, König Galerie, Berlim[28]
- „Die Revolution ist tot. Lang lebe die Revolution!“, Kunstmuseum Bern, Berna, Suiça[29]
- „MISSING: Der Turm der blauen Pferde by Franz Marc – Contemporary artists in search of a lost masterpiece“, Haus am Waldsee, Berlim[30]

2016
- „Dies Irae“, Crone Wien, Viena
- „A FUGA“, Galeria Baró, São Paulo
- „Elective Affinities – German Art Since The Late 1960s“, Latvian National Museum of Art, Riga, Letônia[31]
- „Zeitgeist – Arte da Nova Berlim“, Centro Cultural Banco do Brasil, Rio de Janeiro, Brasil[32]

2015
- „Hérésie“, Galerie Daniel Templon, Bruxelas
- „Levinsky Street“, Givon Art Gallery, Tel Aviv
- „Balagan“, Bötzow Berlin, Berlim, Alemanha
- „Black Bandits“, Haus am Lützowplatz, Berlim, Alemanha[33]

2014
- „Zentrifuge“, Kunsthalle Rostock, Alemanha
- „Works on Paper“, Galerie Daniel Templon, Paris
- „Riots“, Espacio Minimo, Madrid
- „10“, Berghain, Berlim, Alemanha
- „Utopie Picturale 2“, Fonderie Kugler, Genebra, Suíça[34]

2013
- „Norbert Bisky: Special Report“, MEWO Kunsthalle, Memmingen, Alemanha[35]
- „Paraisópolis“, Galerie Crone, Berlim, Alemanha

2012
- „Stampede“, Leo Koenig Inc., Nova Iorque, EUA
- „I am a Berliner“, Tel Aviv Museum of Art, Tel Aviv, Israel[36]
- „Laboratories of the Senses“, MARTa Herford, Herford, Alemanha[37]

2011
- „A Retrospective. Ten Years Of Painting“, Kunsthalle Marcel Duchamp, Cully, Suiça
- „Decompression“, Galerie Daniel Templon, Paris, França

2010
- „befall“, Galerie Crone, Berlim, Alemanha
- „Maudit“, Galerie Charlotte Moser, Genebra, Suiça

2009
- „Mandelkern“, Kunstverein Dortmund, Dortmund, Alemanha
- „crossing jordaan“, Cokkie Snoei, Roterdão und Amsterdão, Países Baixos[38]
- „Nefasto Máximo“, Galería Espacio Mínimo, Madrid, Espanha
- „Norbert Bisky: Paintings“, Haifa Museum of Art, Haifa, Israel

2008
- „cloud cuckoo land“, Gallery Mirchandani + Steinruecke, Bombaim, India
- „privat“, Galerie Crone, Berlim, Alemanha
- „minimental“, Cokkie Snoei Gallery, Roterdão, Países Baixos

2007
- „What's wrong with me“, Leo Koenig Inc., Nova Iorque, EUA
- „Behind Innocence“, Gallery Hyundai, Seoul, Coreia do Sul
- „It wasn't me“, Haus am Waldsee, Berlim, Alemanha

2006
- „Total Care“, Contemporary Art Center, Vilnius, Lituânia
- „es tut mir so leid“, Galerie Michael Schultz, Berlim, Alemanha

2005
- „Norbert Bisky“, Studio d´Arte Cannaviello, Milão, Itália
- „Déluge“, Galerie Suzanne Tarasiève, Paris, França
- „Malerei“, Künstlerhaus Bethanien, Berlim, Alemanha

2004
- „The Proud, the Few“, Leo Koenig Inc., Nova Iorque, EUA
- „Abgesagt“, Mannheimer Kunstverein, Mannheim, Alemanha
- „Opkomst en Verval“, Cokkie Snoei Gallery, Roterdão, Países Baixos

2003
- „Schlachteplatte“, Galerie Michael Schultz, Berlim, Alemanha

2002
- „Norbert Bisky“, Museum Junge Kunst, Frankfurt an der Oder, Alemanha

2001
- „Wir werden siegen“, Galerie Michael Schultz, Berlim, Alemanha
- „Almauftrieb“, Kulturbrauerei Prenzlauer Berg, Berlim, Alemanha
- „Vorkämpfer“, Chelsea Kunstraum, Colónia, Alemanha

## Cenografias
- Bailado „Masse“, Ballett Estatal de Berlim / Berghain, Berlim, Alemanha

## Colecções Públicas
- Hall Art Foundation, EUA
- Museu de Arte Moderna (MoMA), Nova Iorque, EUA
- Palm Springs Art Museum, Palm Springs, EUA
- Museu Nacional de Arte Contemporânea, Gwacheon, Coreia do Sul
- The Israel Museum, Jerusalém[39]
- Le FNAC Fonds National d'Art Contemporain, Paris, França
- Berlinische Galerie, Berlim, Alemanha
- Deutsche Bank Collection, Frankfurt am Main, Alemanha
- G2 Kunsthalle, Lípsia, Alemanha
- Kunsthalle Rostock, Rostock, Alemanha
- Museu de Belas-Artes, Lípsia, Alemanha
- Brandenburgisches Landesmuseum für moderne Kunst, Frankfurt an der Oder, Alemanha
- Museu Ludwig, Colónia, Alemanha
- Stiftung Kunstforum der Berliner Volksbank, Berlim, Alemanha
- Staatliche Kunsthalle Karlsruhe, Karlsruhe, Alemanha
- Staatsgalerie Stuttgart, Stuttgart, Alemanha
- Schloßmuseum Murnau, Murnau am Staffelsee, Alemanha
- Ellipse Foundation, Estoril, Portugal
- The MER Collection, Segóvia, Espanha

## Ligações Externas
- www.norbertbisky.com (em inglês)
- Leo Koenig Inc.: Norbert Bisky (em inglês)
- Museu de Arte de Haifa (em inglês)
- Perfil em Artnet.com (em inglês)